# Stephanie Wagner (Tennisspielerin)
Stephanie Wagner (* 17. September 1994 in Amberg) ist eine deutsche Tennisspielerin.

## Karriere
Wagner begann mit sechs Jahren mit dem Tennisspielen und bevorzugt Hartplätze. Sie spielte bislang vor allem Turniere des ITF Women’s Circuit, wo sie bislang einen Titel im Doppel gewinnen konnte.
2010 erhielt sie eine Wildcard für die Qualifikation zum Porsche Tennis Grand Prix 2010 und damit ihrem ersten Turnier auf der WTA Tour. Sie verlor aber bereits in der ersten Runde gegen Sessil Karatantschewa mit 1:6 und 2:6.
2011 trat sie beim Juniorinneneinzel in Wimbledon an, verlor aber bereits in der ersten Runde gegen die spätere Top-100-Spielerin Irina Chromatschowa mit 3:6 und 2:6.
Bei den mit 60.000 US-Dollar dotierten Montreux Ladies Open 2018 erreichte sie das Achtelfinale mit einem Sieg über Isabella Schinikowa, musste sich dann aber der topgesetzten Mariana Duque Mariño geschlagen geben.
2019 erhielt sie eine Wildcard für die Qualifikation zum Nürnberger Versicherungscup, verlor aber bereits in der ersten Runde knapp in drei Sätzen gegen Walentina Iwachnenko mit 6:3, 5:7 und 0:6. Bei den anschließenden Liqui Moly Open Karlsruhe erreichte sie mit Siegen über Yuan Yue und Tatjana Maria erstmals das Viertelfinale eines WTA-Turniers, unterlag dann aber im Halbfinale der Italienerin Jasmine Paolini mit 5:7 und 4:6.

### College Tennis
2012 bis 2016 spielte sie in der College-Mannschaft der University of Miami den Hurricanes Mit 135 Einzelsiegen hatte sie alle bisherigen Rekorde ihres Teams eingestellt und erfolgreich ein Studium der Wirtschaft im Hauptfach und Psychologie im Nebenfach absolviert. 2015 erreichte sie das Halbfinale der NCAA Division I Tennis Championships und der ITA National Intercollegiate Indoor Championships, schied bei den ITA Masters 2015 aber bereits in der ersten Runde aus, ebenso wie bei den NCAA Division I Tennis Championships 2016.

### Bundesliga
2012 bis 2013 spielte Wagner für den TC Amberg am Schanzl in der 2. Tennis-Bundesliga, 2014 in der 1. Bundesliga. 2017 trat sie in der 1. Liga sowie 2018 und 2019 in der 2. Liga für den TC Blau-Weiss Berlin an.

### Nationale Meisterschaften
2013 und 2014 wurde Wagner Bayerische Meisterin im Dameneinzel. Bei den Nationalen Deutschen Hallen-Tennismeisterschaften 2018 erreichte sie das Achtelfinale.

## Turniersiege

### Doppel
| Nr. | Datum             | Turnier | Kategorie   | Belag | Partnerin       | Finalgegnerinnen              | Ergebnis         |
| --- | ----------------- | ------- | ----------- | ----- | --------------- | ----------------------------- | ---------------- |
| 1.  | 16. November 2019 | Orlando | ITF $25.000 | Sand  | Katharine Fahey | Carolina Alves Renata Zarazúa | 4:6, 6:2, [10:7] |